# Joël Robuchon
Joël Robuchon (Poitiers, 7 april 1945 – Genève, 6 augustus 2018) was een Franse kok die vaak in de media verscheen. Hij werd tot "Chef van de eeuw" verkozen door GaultMillau in 1989. In 1976 kreeg hij de titel van "Meilleur Ouvrier de France". Hij was (mede)auteur van verschillende kookboeken, waaronder de Larousse Gastronomique.
In 2016 had hij in de Michelingids een totaal van 32 sterren.
Hij overleed op 6 augustus 2018 in Genève (Zwitserland) ten gevolge van pancreaskanker op de leeftijd van 73 jaar.
De uitvaartplechtigheid vond plaats op 17 augustus 2018 in de Sint-Pieterskathedraal van Poitiers en dit in aanwezigheid van keukenchefs uit de hele wereld.

## Biografie
- 1960 - leerjongen in hotel Relais in Poitiers
- 1966 - Compagnon du Tour de France des Devoirs Unis
- 1974 - Chef de Cuisine in Hôtel Concorde La fayette Parijs
- 1976 - Meilleur Ouvrier de France
- 1978 - Chef–directeur Les Célébrités Hôtel Nikko Parijs
- 1981-1993 - Restaurant Jamin[2] Parijs
- 1984 - 3 sterren in Michelin Gids
- 1987 - Technisch raadgever - Fleury Michon
- 1989-2004 - Château Restaurant Taillevent-Robuchon Tokyo
- 1991-2005 - Voorzitter ‘’Section Cuisine’’ van de Concours des Meilleur ouvrier de France
- 1992-2001 - Raadgever/Chef Restaurant Laurent Parijs
- 1994-1996 - Restaurant Joël Robuchon Av. Poincaré Parijs
- 1996 - Raadgever van het merk ‘’Reflet de France’’
- 1996-2004 - Raadgever/Chef Restaurant l’Astor Parijs
- 1998 - Voorzitter Salon SIREST Parijs
- 2000 - Raadgever café Legal
- 2001 - Restaurant Robuchon in Galera Hôtel Lisboa Macao
- 2003 - Oprichting van de Compagnie Française de Restauration
- 2014 - Culinair raadgever bij Très bien merci.

## Restaurants
- 2001 - Restaurant Robuchon in Galera, Hôtel Lisboa, Macao
- 2003 - l’Atelier de Joël Robuchon, Tokyo
- 2003 - l'Atelier de Joël Robuchon, Parijs
- 2004 - Château Restaurant de Joël Robuchon, Tokyo
- 2004 - Restaurant Joël Robuchon à l’hôtel Métropole, Monaco
- 2004 - La Table de Joël Robuchon, Parijs en Tokyo
- 2004 - Café de Joël Robuchon, Tokyo
- 2005 - l'Atelier de Joël Robuchon in MGM Grand, Las Vegas
- 2006 - L'Atelier de Joël Robuchon in het Four Seasons Hotel New York (gesloten in 2012)
- 2006 - l'Atelier de Joël Robuchon, Londen
- 2006 - La Cuisine de Joël Robuchon, Londen
- 2006 - l'Atelier de Joël Robuchon, Hongkong
- 2006 - le Salon de Thé de Joël Robuchon, Hongkong
- 2009 - L'Atelier de Joël Robuchon, Taipei
- 2015, L'Atelier de Joël Robuchon, Bangkok
- 2016, L'Atelier de Joël Robuchon, Montréal (franchise)
- 2016, L'Atelier de Joël Robuchon, sur le Bund, Shanghai
- 2017, Le Grill de Joël Robuchon, New York
- 2017, L'Atelier de Joël Robuchon, Miami

In 2017 had er een ander restaurant L'Atelier de Joël Robuchon moeten opengaan in Genève.

## Onderscheidingen

### Persoonlijk
- Verkozen « Cuisinier du siècle » door Gault et Millau (1990)
- Beste restaurant ter wereld door International Herald Tribune (1994)
- Meilleur ouvrier de France (1976)
- Compagnon du Tour de France des Devoirs Unis
- Lid van de 'Académie Culinaire de France
- Voorzitter « Section cuisine » van de wedstrijd 'Meilleurs ouvriers de France' (sinds 1991)
- Erevoorzitter van de 'Chambre Syndicale de la Haute Cuisine Française'
- Lid van de raad van de 'Ordre du Mérite Agricole' (sinds 1998)

### Professioneel
- 3 sterren Guide Michelin
- 3 borden Guide Pudlowski
- 4 sterren Guide Bottin Gourmand
- 4 koksmutsen (19.5) Gault Millau
- Chef van het jaar 1987
- Laureaat Hachette-prijs 1985
- Trophée National de l'Académie Culinaire de France 1972
- Prix Pierre Taittinger 1970
- Coupe Marcel Bouget 1970
- Vase de Sèvres du Président de la République 1969
- Prijs Prosper Montagné 1969
- Gouden medaille van de culinaire olympiade in Frankurt 1972 & 1976
- Gouden medaille Concours International de Vienne 1974
- Gouden medaille van de 'Académie Culinaire de France' 1972
- Gouden medaille Massif Grand Marnier 1969
- Gouden medaille van de stad Arpajon 1966
- Plaquette de Vermeil de la Ville d'Arpajon 1970
- Médaille de Vermeil de la Ville de Paris 1988
- Zilveren medaille van de Société des Cuisiniers de Paris 1979
- Zilveren medaille Sciences Art Lettres 1978
- Zilveren medaille van de stad Arpajon
- Bronzen medaille van het Conseil Général de l'Aude
- Bronzen medaille van de stad Nice 1976
- Bronzen medaille van de 'Académie Culinaire de France' 1971
- Bronzen medaille van het 'Commissariat au Tourisme' 1968
- Bronzen medaille van de stad Arpajon